# Олинто ди Карвальо, Клаудио
Кла́удио Оли́нто ди Карва́льо, более известный по прозвищу Нене (порт. Cláudio Olinto de Carvalho; Nenê; 1 февраля 1942, Сантус, штат Сан-Паулу — 3 сентября 2016, Капотерра, Сардиния, Италия)) — бразильский футболист и тренер. Воспитанник «Сантоса», в котором дебютировал в годы рассвета клуба в начале 1960-х. Большую часть карьеры провёл в Италии. Входит в символическую сборную всех времён клуба «Кальяри».

## Биография
Клаудио родился в Сантусе в семье футболиста Эрминио Олинто ди Карвальо, который провёл за «Сантос» в 1943—1954 годах 394 матча и забил один гол, выступая на позиции левого защитника. От отца к сыну достался не только спортивный талант, но и прозвище Нене. С 1956 года молодой игрок воспитывался в школе «рыб», а в основе дебютировал в 1960 году. Уже к тому моменту «Сантос» являлся одним из сильнейших клубов мира, в котором играли чемпионы мира — Пеле, Пепе, Коутиньо, Зито. Но в этой компании Нене не затерялся и за 3,5 года в 54 матчах забил за «алвинегрос» 24 гола. С «Сантосом» Нене выиграл девять трофеев, включая два Кубка Либертадорес, Межконтинентальный кубок и два титула чемпиона Бразилии.
Достижения молодого полузащитника не остались незамеченными в Европе — в товарищеской игре в Турине на него обратил внимание спортивный директор «Ювентуса» Джампьеро Бониперти, после чего бразилец остался в Европе. Свой единственный сезон в «старой синьоре» Нене провёл весьма достойно — 11 голов в 28 матчах, но из-за плохих отношений с аргентинской легендой «Юве» Омаром Сивори Нене был вынужден покинуть стан итальянского гранда.
С 1964 по 1976 год Нене выступал за скромную по итальянским меркам команду «Кальяри». Несмотря на то, что «островитяне» уступали по бюджету и подбору игроков традиционным лидерам итальянского футбола, в конце 1970-х им удалось собрать свою лучшую команду в истории, и выиграть Серию A в сезоне 1969/70. Одним из лидеров чемпионской команды был Нене. В 1967 году он ненадолго отправлялся в аренду в США. В 1973—1975 годах он был капитаном «Кальяри».
В составе сборной Бразилии Нене провёл лишь четыре матча, забив один гол. В 1963 году он выиграл с «селесау» Панамериканские игры.
После завершения карьеры футболиста стал тренером, первоначально — молодёжных команд «Фиорентины». Затем самостоятельно возглавлял небольшие команды «Паганезе» и «Сант-Элена-Куарту», после чего вернулся к воспитанию юношей и молодёжи — в «Кальяри» и «Ювентусе». После 2002 года отошёл от активной тренерской деятельности. Последние годы испытывал финансовые трудности, тяжело болел, перенёс несколько операций, жил в доме престарелых. Умер 3 сентября 2016 года из-за проблем с дыханием. Среди воспитанников Нене — многие звёзды итальянского и мирового футбола, в частности, Клаудио Маркизио.

## Титулы и достижения
- Чемпион штата Сан-Паулу (3): 1960, 1961, 1962
- / Победитель Турнира Рио-Сан-Паулу (3): 1963
- Чемпион Бразилии (2): 1961, 1962
- Чемпион Италии (1): 1969/70
- Обладатель Кубка Либертадорес (2): 1962, 1963
- Чемпион Панамериканских игр (1): 1963
- Обладатель Межконтинентального кубка (1): 1962
- Входит в Зал славы «Кальяри»
- Участник символической сборной всех времён «Кальяри»